# Thiên Y Nghĩa Hoài
Thiên Y Nghĩa Hoài (zh. 天衣義懷 tiānyī yìhuái, ja. Tenne Gie, năm 993 - ngày 25 tháng 9 năm 1064) là Thiền Sư Trung Quốc đời Tống, thuộc tông Vân Môn. Sư là pháp tử của Thiền Sư Tuyết Đậu Trọng Hiển nổi tiếng. Đệ tử nối pháp của Sư là Thiền Sư Viên Chiếu Tông Bản và Viên Thông Pháp Tú.
Sư được coi là người đặt móng cho sự trùng hưng của tông Vân Môn. Về tư tưởng, Sư có khuynh hướng chấp nhận đối với một số giáo lý của Tịnh Độ tông.

## Cơ duyên và hành trạng
Sư họ Trần, quê ở Lạc Thanh, Ôn Châu, tỉnh Triết Giang. Mẹ Sư nằm mộng thấy ngôi sao rơi vào nhà liền có thai Sư. Thuở bé, Sư theo cha đi đánh cá. Cha bắt được con cá nào thì Sư lén thả hết và an nhiên chịu đòn khi bị cha đánh.
Khi lớn lên, được cha mẹ cho phép, Sư theo học với vị tăng trong quận và xuất gia trong khoảng thời gian niên hiệu Thiên Thánh (zh. 天聖, 1023-1031) tại chùa Cảnh Ðức. Một hôm, đang lúc đi trong chợ có một vị tăng lạ vỗ vai Sư nói: "Vân Môn, Lâm Tế." Sư nghe vậy liền đi đến yết kiến nhiều vị Thiền Sư đương thời như Pháp Hoa Chí Ngôn (zh. 法華志言), Diệp Huyện Quy Tỉnh... nhưng không được cơ duyên khế hợp.
Sau, Sư đến tham vấn Thiền Sư Tuyết Ðậu Trọng Hiển (lúc này còn đang hoằng hoá tại Thuý Phong, chưa dời sang Tuyết Ðậu). Tuyết Ðậu hỏi Sư: "Ngươi tên gì?" Sư thưa: "Nghĩa Hoài." Tuyết Ðậu hỏi: "Sao chẳng đặt là Hoài Nghĩa?" Sư thưa: "Bây giờ sẽ được." Tuyết Ðậu hỏi: "Ai vì ngươi đặt tên?" Sư thưa: "Thụ giới đến bây giờ đã mười lăm năm." Tuyết Ðậu hỏi: "Ngươi hành cước đã rách bao nhiêu đôi giày?" Sư thưa: "Hoà thượng chớ có lừa người tốt." Tuyết Ðậu bảo: "Ta không xét tội lỗi, ngươi cũng không xét tội lỗi, ấy là sao?" Sư không đáp được, Tuyết Ðậu bảo: "Kẻ rỗng nói suông đi đi!"
Sư vào thất, Tuyết Ðậu trông thấy bảo: "Thế ấy chẳng được, chẳng thế ấy cũng chẳng được, thế ấy chẳng thế ấy cũng chẳng được." Sư suy nghĩ, Tuyết Ðậu đánh đuổi ra. Cứ như thế Sư bị ăn gậy bốn lần. Một hôm, Sư đang gánh nước bỗng nhiên đòn gánh gẫy đánh rơi cặp thùng. Sư nhân đây đại ngộ, liền làm bài kệ:
Hán văn
一二三四五六七
萬仞峰頭獨足立
驪龍頷下奪明珠
一言勘破維摩詰
Phiên âm
Nhất nhị tam tứ ngũ lục thất
Vạn nhẫn phong đầu độc túc lập
Li Long hạm hạ đoạt minh châu
Nhất ngôn khám phá Duy-ma-cật.
Dịch nghĩa
Một hai ba bốn năm sáu bảy
Chót núi muôn nhẫn một chân đứng
Dưới hàm Li long đoạt minh châu
Một lời phá được Duy-ma-cật.
Tuyết Ðậu nghe kệ vỗ bàn khen hay.
Sau khi đắc pháp, Sư đến trụ trì tại núi Thiên Y ở vùng Việt Châu, Triết Giang.
Một hôm Sư thượng đường nói: "Nạp tăng nói ngang nói dọc mà chưa biết có con mắt trên trán." Một vị tăng bước ra hỏi: "Thế nào là con mắt trên trán?" Sư đáp: "Áo rách bày xương gầy, nhà lủng thấy trăng sao."
Sư dạy chúng:
"Phàm là Tông Sư (thầy trong Thiền tông) phải đoạt trâu của kẻ đi cày, cướp thức ăn của người đói, gặp nghèo thì sang, gặp sang thì nghèo, đuổi trâu của người đi cày khiến cho lúa mạ tốt tươi. Cướp thức ăn của người đói khiến họ hằng dứt đói khát. Gặp nghèo thì sang nắm đất thành vàng, gặp sang thì nghèo biến vàng thành đất. Lão tăng cũng chẳng đuổi trâu của người cày, cũng chẳng cướp thức ăn của người đói. Sao gọi là trâu của người cày, ta nào cần dùng. Thức ăn của người đói, ta nào muốn ăn. Ta cũng chẳng nắm đất thành vàng, cũng chẳng biến vàng thành đất. Sao vậy? Vì vàng là vàng, đất là đất, ngọc là ngọc, đá là đá, Tăng là Tăng, tục là tục. Trời đất xưa nay, nhật nguyệt xưa nay, núi sông xưa nay, con người xưa nay. Tuy nhiên như thế, đập nát cái cổng mê sẽ gặp đức Đạt-ma."
Sư trụ trì tất cả bảy đạo trường, giáo hoá rất nhiều người (cả trong và ngoài nước) và tông phong của Vân Môn rất thịnh. Về già, Sư có bệnh nên lui về ẩn cư tại am Sam Sơn (zh. 杉山庵) ở Trì Châu , tỉnh An Huy. Có đệ tử là Trí Tài ở Phật Nhật thuộc Lâm Bình thỉnh Sư về hầu hạ. Trí Tài đi Tô Thành chưa về, Sư sai người gọi về gấp. Vừa thấy Trí Tài về, Sư bảo: "Ðến giờ đi đây." và nói kệ:
Hán văn
紅日照扶桑
寒雲封華嶽
三更過鐵圍
拶折驪龍角
Phiên âm
Hồng nhật chiếu phù tang
Hàng vân phong hoa nhạc
Tam canh quá thiết vi
Tạt chiết Li long giác.
Dịch nghĩa
Ðất Nhật trời hồng soi
Ðảnh đỉnh hoa mây lạnh quấn
Canh ba vượt thiết vi
Sừng Li long bẻ gẫy.
Trí Tài hỏi: "Tháp trứng đã thành, thế nào là việc cứu kính?" Sư nắm tay chỉ đó và đến bên giường, xô gối rồi viên tịch. Bấy giờ là ngày 25 tháng 9 năm đầu niên hiệu Trị Bình (zh. 治平), Sư thọ 72 tuổi đời và 46 hạ lạp.Vua ban thuỵ hiệu là Chấn Tông Đại Sư (zh. 振宗大師).